# Жан Моне
Жан Моне (9 листопада 1888, Коньяк, Шаранта — 16 березня 1979, Париж) — економіст, що почав свою кар'єру на чолі родинного коньячного виробництва в містечку Коньяк. У 1930-х роках він був заступником Генерального секретаря Ліги націй, а 1940 року подав Черчиллю ідею про франко-британський союз. У 1947-49 рр. він очолював французький Національний економічний план і брав участь у дальшому плануванні за кількох різних кабінетів міністрів. Він палко вірив у повномасштабне європейське об'єднання — політичне, військове та економічне. До цієї мети, на його думку, треба йти крок за кроком, дотримуючись так званого функціоналізму, тобто поступово передаючи дедалі більшу кількість сфер діяльності органам наднаціонального контролю. Моне був наступником Аристида Бріана й дістав прізвисько «батько Європи». Автор вислову: «Європи ніколи не було, — Європу ще треба створити» (свого часу Бісмарк відмахнувся від Європи як суто «географічного уявлення» і минуло сім десятиліть, а Моне ще відчував силу Бісмаркової зневаги).

## Молодість
Жан Моне народився 9 листопада 1888 р. в дрібнобуржуазній французькій родині в містечку Коньяк. Ще 1905 р. французький соціаліст А.Бріан здійснив відокремлення церкви від держави, тож католицькі настрої в шкільному житті Моне не були надто великими. Жан Моне так і не здобув систематичної середньої освіти. Проте він рано почав брати участь у практичному керівництві родинним бізнесом, який полягав у торгівлі коньяками. Водночас, говорячи про його зовнішній вигляд колишній французький президент Жискар д'Естен зазначає, що Моне нагадував йому «розумного французького селянина». Маючи чудову пам'ять, Моне впродовж подальшого життя постійно займався самоосвітою.
Особливе місце у формуванні особистості Ж.Моне посіла Перша світова війна 1914—1918 рр. В цей період він працював у штабі союзників Антанти у Лондоні, де налагоджував господарські контакти між членами Антанти. Тобто Ж.Моне виявляв свої бізнесові організаційні таланти в координації логістики союзників по Антанті.

## Праця в Лізі Націй
У 1920-х рр. Жан Моне певний час був заступником генерального секретаря Ліги Націй. На цій посаді він активно займався вирішенням проблем міжвоєнного розвитку світу, зокрема модернізацією китайської залізниці, вирішенням фінансових питань Польщі та Румунії, купівлями військових матеріалів у США. Потім до кінця 30-х рр. ХХ ст. Моне працював у Вашингтоні як французький дипломат.
Моне вітав ідею вільного розвитку світової економіки. Проте Версальсько-Вашингтонська система міжнародних відносин, яка запанувала після Першої світової війни, виокремила низку протиріч, які остаточно переконали Моне в потребі функціональної інтеграції європейських народів.
Переконатись у цьому Ж. Моне зміг, будучи свідком невдалої спроби уряду Р. Пуанкаре в 1923 р. окупувати німецький Рур. Аналізуючи цей сумний досвід, він вітав укладення в 1925 р. Локарнського пакту, який розглядався як крок до поетапного франко-німецького замирення, що мало створити фундамент для нової Європи. Остаточно прихильником ідеї європейської інтеграції Моне став восени 1929 р., після пропозиції А. Бріана щодо створення Сполучених Штатів Європи. Цій ідеї він присвятив свою подальшу експертну та політичну кар'єру. Зокрема, у розпаді Малої Антанти Ж.Моне бачив закономірне фіаско міжвоєнної французької політики, яка продовжувала будуватись на засадах підтримки націоналістичних устремлінь європейців.

## Друга світова війна
Впродовж 1939—1940 р. Ж. Моне очолював французько-британський координаційний економічний комітет. У червні 1940 р., коли Франція знаходилась на межі поразки від нацистської Німеччини, Моне запропонував план створення союзу Франції та Великої Британії. Пропонувалось створити спільну федеративну Конституцію, створити єдиний парламент, уряд, ввести єдине громадянство. Багатьом ця пропозиція здавалась єдиним способом утримати Францію у стані війни. Ця була одна з перших, але не єдина наднаціональна ідея, ініційована Ж.Моне, але вона стала єдиною, яку в тих історичних умовах підтримав де Голль.
Після створення режиму Віші Ж. Моне перейшов на британську державну службу та виконував майже ті самі функції, що й під час Першої світової війни, тобто налагоджував союзницькі зв'язки між Британією та США. Водночас він сприяв налагодженню зв'язків американців з «Вільною Францією», хоча в листопаді 1940 р. уряд Рузвельта встановив дипломатичні відносини з режимом Віші. Зокрема, Ж.Моне домігся застосування закону про ленд-ліз за рахунок надання прямих кредитів «Вільній Франції» де Голля.
Надалі Моне доводилось врегульовувати французько-американські відносини після повернення під контроль прихильників де Голля островів Сен-П'єр та Мікелон. Американці насторожено ставились до будь-якої європейської колоніальної присутності в Західній півкулі. Але вже тоді Ж. Моне думав про імперативи післявоєнної політики. Хоча, звичайно, в очах США де Голль ніколи не був єдиним представником «Вільної Франції».
Наприкінці лютого 1943 р. президент США Ф.Рузвельт направив Жана Моне до Алжиру під приводом моніторингу проблеми постачання зброї місцевим французьким військам. Насправді Моне мав виконувати роль політичного наставника для американського ставленика генерала Жиро. Моне вважали у Вашингтоні людиною з тонким дипломатичним розумом. Проте в Алжирі Моне завів дружбу з британським представником в Алжирі Г. Макмілланом, який переконав його в тому, що де Голль є єдиною політичною фігурою, навколо якої після війни можна буде сформувати надійну французьку адміністрацію. Але ця перспектива не заважала Моне якісно виконувати американське доручення. Він успішно консультував Жиро.
Водночас Моне звинувачував де Голля в авторитарному бажанні особистої влади. Але це не завадило Моне 3 червня 1943 р. як комісару з питань озброєнь увійти до Французького комітету національного визволення на чолі з Шарлем де Голлем. Поступово політична орієнтація Моне ставала все більш голлістською. Врешті до кінця війни Моне так і не зміг замирити де Голля з президентом Рузвельтом, адже його головна політична лінія полягала в розвитку тенденції до руйнації європейських колоніальних імперій після Другої світової війни.
Жискар д'Естен зазначає, що «справа, якій служив Моне, відповідала потребам історичного процесу, була виключно корисною, причому Моне ясно бачив напрям глибинних процесів нашої епохи». До того ж, Жан Моне ще до війни очолював паризький філіал американського банку «Блейр енд компані», виконував доручення банку Моргану в Китаї.

## Повоєнні роки
У 1945 р. під час візиту де Голля до Ва́шингто́на відбулась зустріч лідера «Вільної Франції» з Ж. Моне. Останній наголосив де Голлю, що в більшості європейських держав період месіанства залишився в минулому. Цю роль західні європейці мали передати США, та взяти курс на формування нової культури та практики міжнародних відносин не лише в своєму регіоні, а й за його межами. Хоча обидва співрозмовника мали на увазі різні речі, зокрема, і в питанні майбутнього Франції, будучи прагматиками вони певний час співробітничали. Особливо знадобилась енергія Моне після 1945 р. в умовах зближення Франції та Німеччини. Його гнучкість допомогла замиренню двох раніше ворогуючих сусідніх країн.
Зокрема, де Голль прийняв план Моне, який реалізовувався впродовж 1947—1953 рр. та передбачав програму заходів, спрямованих на модернізацію та удосконалення французької промисловості. Слід зазначити, що у своїх спогадах колишній французький президент В.Жискар д'Естен наголошує, що де Голль і Ж.Моне «були різними людьми і вони не палали один до одного симпатією». Але «обидва виконували свої функції з високим професіоналізмом». «Жан Моне, перш ніж сформувати яку-небудь пропозицію, всебічно досліджував питання, вичікував підходящий момент для його висунення, проводив безкінечні переговори, аби забезпечити собі необхідну підтримку на випадок, якщо доведеться долати спротив партнерів». Причому «як де Голль, так і Моне завжди починали з визначення мети, як правило, на віддалену перспективу. Потім вони пускали в хід всі засоби, які мали в своєму розпорядженні, для її досягнення і ніколи не змішували мету із засобами. Обставини могли ускладнити або уповільнити досягнення мети, навіть змусити зробити крутий поворот, але ніколи не могли змусити їх відмовитись від головного задуму».
Зазначимо, що в США Ж.Моне як перевірений інтернаціоналіст, прихильник трансатлантичної солідарності користувався більшою довірою, ніж де Голль як захисник інтересів національної держави. Проте це не заважало їм слухати і чути один одного. Наприклад, Ж.Моне наголошував, якщо не буде скоординованого підходу до вирішення проблем французької економіки, її послідовної модернізації, то економічне становище країни погіршуватиметься. Роздуми над цим аналізом підштовхнули Ш. де Голля призначити Жана Моне на посаду голови комісаріату планування економіки Франції.
Багатьма істориками визнається, що діяльність Комісії з планування на чолі з Моне заклало фундамент для відродження економіки Франції у наступне десятиріччя внутрішньополітичного хаосу. Цьому безперечно сприяло й залучення французької економіки до наднаціонального розподілу праці в Західній Європі. Де Голль назвав його «натхненником європейської інтеграції».

## Натхненник європейської інтеграції

### Утворення Європейського об'єднання вугілля та сталі
Жан Моне як прагматичний прихильник функціоналістської концепції інтеграції наполягав в умовах післявоєнної дестабілізації європейської економіки на приоритетності європейського єднання шляхом
економічної інтеграції. Дебати спростив початок «холодної війни». Спільно з Робером Шуманом Моне ініціював утворення Європейського співтовариства вугілля і сталі. Врешті саме Монне став першим
головою правління зазначеної спільноти (1952—1955), яка була праобразом Європейської комісії. А в розпалі угорських революційних подій 1956 р. Моне створив та очолив «Комітет за створення Сполучених Штатів Європи», який діяв до 1975 р. У своїх мемуарах Моне стверджував, що заради інтеграції мають сенс лише спільні інститути, а не звичайна міжнародна співпраця, тобто з точки зору теорії європейської інтеграції він був послідовним федералістом.
У квітні 1949 р. Ж.Моне вітав створення НАТО. Натомість, на думку Моне, якщо Німеччина, орієнтована на Захід, буде бастіоном, націленим на Східну Європу, це допоможе переконати західноєвропейців у доцільності зміцнення трансатлантичного союзу, чим він особисто й займався ще з 1914 року. Заради цього передусім треба було консолідувати народи Західної Європи. З цією метою 3 травня 1950 р. Ж.Монне направив міністру закордонних справ Франції Р.Шуману меморандум, який був ним взятий за основу Декларації Шумана.
Ж.Монне був солідарний з думкою Р.Шумана, який зазначав, що «Європа не буде створена відразу, або за єдиним планом. Вона будуватиметься на основі конкретних досягнень». Проте, наприклад, німецький бундесканцлер К.Аденауер вбачав в цьому плані прикриття наміру керівника французького Комісаріату планування Жана Моне, який таким чином сподівався стимулювати розвиток французької економіки за рахунок сусіда. Тому, коли Ж.Моне 23 травня 1950 р. прибув для переговорів у Бонн, де вперше зустрівся з К.Аденауером, він побачив перед собою людину, яка «не впевнена ні собі, ні в добрій волі інших». Треба було докласти багато дипломатичної майстерності та хисту, аби переконати скептиків у тому, що проект створення Європейського об'єднання вугілля і сталі апріорі закладає такі структурні механізми управління, які гарантують повну рівність партнерів.
Ж.Моне був активним прихильником функціональних методів створення Європейської федерації. «Я завжди підтримував точку зору, що політичний союз у Європі має формуватися, як і економічна інтеграція, крок за кроком. Одного дня цей процес приведе нас до Європейської федерації». Прихильник федералістських проектів побудови єдиної демократичної Європи Жан Монне пропонував вирішувати проблеми системно. Європейське об'єднання вугілля і сталі мало стати випробувальним майданчиком для відпрацювання механізмів наднаціонального управління.
Інший економічний інтеграційний проект розвився більш успішно. У 1951 р. Жан Моне нарешті став першим секретарем Європейського об'єднання вугілля і сталі, яке утворили Франція, ФРН, Бельгія, Нідерланди, Люксембург, Італія. Тобто він очолив виконавчий, колегіальний, незалежний від урядів наднаціональний орган, який мав можливість прийняття рішень, обов'язкових до виконання. Цей орган складався з восьми членів, призначених за спільною згодою країн-членів на шість років, а також дев'ятого, який кооптувався іншими вісьмома. Інституції Європейського співтовариства вугілля і сталі були урочисто відкриті Ж.Моне 10 серпня 1952 р. в Люксембурзі, який став першою європейською столицею.
Міністр закордонних справ Франції Р.Шуман розробив план створення європейських інститутів за участі Німеччини. Одним із комітетів з утворення «Сполучених Штатів Європи» був комітет Моне, який у перспективі став паростком майбутнього політичного союзу. З 1952 р. Моне головував у цьому комітеті. Вже в 1953 р. він пропонував забезпечити передумови для поступового передання повноважень національних держав у сфері зовнішньої політики до європейського політичного співробітництва. Ця пропозиція викликала гостру критику Шарля де Голля, який наголошував, що «наднаціональні органи управління Європейським об'єднанням вугілля і сталі, як тільки були вичерпані дари радісного починання, відразу принесені йому державами, причому жоден з дарів не був вигідний Франції: відмова Франції від постачання рурського вугілля, поставки вугілля й сталі італійцям, субсидії шахтам Бенілюксу, — опинились безпомічними перед проблемами, які виникли у зв'язку з національними потребами окремих країн». Саме це, на думку де Голля, стало причиною «хронічного розпаду цієї організації, тим паче, що її ініціатор Жан Моне пішов з посади голови».

### План Європейського оборонного союзу
В умовах реального початку «холодної війни» треба було забезпечити й більш поглиблену співпрацю європейських народів у галузі військово-політичних проблем. В цій ситуації Ж.Моне запропонував прем'єр-міністру Франції Рене Плевену «розширений план Шумана» щодо питань оборони як альтернативне рішення проблеми ремілітаризації Німеччини. Ж.Моне мав певні сумніви щодо готовності США у разі гіпотетичної радянської агресії застосувати всі засоби стримування Сталіна. Адже, незважаючи на великі руйнації радянської економіки за часів Другої світової війни, радянська армія, на думку західно європейців, зберігала потенціал несподіваного наступу «в напрямку Ла-Маншу». Пропонувалось створити «європейську армію», підпорядковану політичним інститутам єдиної Європи. Причому пропонувалась ідея інтеграції національних збройних сил на рівні батальйону та полку. Штаби таких інтегрованих частин мали бути укомплектованими офіцерами різних національностей. Для утворення об'єднаної армії проект передбачав створення спільного бюджету країн-учасниць.
Зокрема, в умовах корейської війни (1950—1953 рр.) тодішній прем'єр-міністр Франції Рене Плевен, виступаючи 24 жовтня 1950 р. в Національних зборах Франції, запропонував реалізувати проект створення «європейської армії» на чолі з об'єднаним командуванням, яке пропонувалось створити за моделлю, аналогічною органам управління Європейського об'єднання вугілля і сталі. Квінтесенцією його пропозицій було створення військових структур, які дозволили б включати військові контингенти, що виділятимуться державами-учасницями до складу європейської армії на дрібніших підрозділах. Останні мали створюватись на наднаціональних засадах, що виключало можливість існування самостійної німецької військової машини. Це мало в ідеалі заспокоїти СРСР, який вбачав у цій пропозиції реваншистські мрії неонацистів, та громадської думки Франції. Дійсним автором «плану Плевена» також був Жан Моне.
Проте в умовах, коли НАТО, очолюване американцями, більш ефективно в умовах «холодної війни» виконував функції захисту Заходу, проект створення «Європейського оборонного співтовариства» зусиллями Франції було зірвано.
30 серпня 1954 р. Національні збори Франції відмовились ратифікувати Договір про створення Європейського оборонного союзу. Ж.Моне зазначив, що висловлюючи свій особистий політичний протест
проти цього залишив посаду президента Вищого правління Європейського об'єднання вугілля і сталі.

### Комітет дії за Сполучені штати Європи
13 жовтня 1955 р. Ж.Моне створив Комітет дій за Сполучені Штати Європи. Йому вдалось об'єднати навколо ідеї підтримки процесу європейської інтеграції представників різних політичних течій від християнських демократів, лібералів до соціалістів. Ж.Моне послідовно відстоював ідею того, що лише шляхом активізації європейських інтеграційних процесів можна вирішити два ключові завдання — демократизувати Німеччину, включивши її в родину західноєвропейських держав, та досягти підвищення ролі єдиної Європи на світовій арені в умовах біполярного протистояння часів «холодної війни».
У жовтні 1955 р. Жан Моне висунув пропозицію перетворення Європейського об'єднання вугілля і сталі (ЄОВС) на зародок майбутньої наднаціональної Європи. Однак цей процес, на його думку, мав відбуватись через посилення інтеграції в окремих секторах економіки. Зокрема, він у зверненні до лідерів політичних партій професійних спілок та організацій працедавців всіх західноєвропейських країн писав, що «просто співробітництва між урядами буде недостатньо. Державам треба делегувати певні повноваження європейським федеральним органам, уповноваженим всіма країнами-учасницями в цілому».
Проте після повернення до влади у Франції генерала Шарля де Голля Жан Моне відкоригував власні федералістські переконання. Тепер він наголошував на тому, що поки що пріоритет слід віддати підвищенню економічної ефективності створеного Європейського Економічного Співтовариства. Адже, на його думку, саме це мало забезпечити умови для створення політичного союзу завтрашнього дня. На вирішальному етапі створення Європейського Економічного Співтовариства Ж.Монне переконав опозиційних до уряду К.Аденауера німецьких соціал-демократів в тому, що поглиблення європейської
інтеграції є головною передумовою для зміцнення європейської стабільності та безпеки.
Ж.Моне у 1955 р. запропонував скликати міжурядову конференцію для підготовки системи договорів, які мали не лише визначити, а й унормувати найближчі цілі й загальні принципи європейської інтеграції. Слід зазначити, що будучи реалістичним політиком, він пропонував функціоналістський проект інтеграції, відповідно до якого її фундамент мала створити поглиблена кооперація на рівні різних галузей економіки західноєвропейських країн, що мало створити передумови для переходу до поступового формування Спільного ринку.
Найголовнішим досягненням Римського договру 1957 р., на думку Ж. Моне, було те, що 235 стаття Римського договору дала країнам-членам правову можливість проводити спільну політику у багатьох сферах, які не були достатньо чітко регламентовані Римським договором 1957 р. без внесення змін у зазначений договір. Це дало підстави для зміцнення позицій прихильників поступової федералізації Європи. Водночас Ж.Моне був занепокоєний тим, що на відміну від Європейського об'єднання вугілля і сталі, яке мало власні фінансові ресурси, формувались за рахунок «європейського податку», сплачуваного підприємствами, котрі підпадали під його юрисдикцію, установи Європейського Економічного Співтовариства не мали власних незалежних ресурсів. З іншого боку, він був задоволений тим, що в березні 1957 р. асамблея Європейської організації вугілля і сталі була перетворена на Європейську парламентську асамблею.
У 1957—1958 рр. Жан Моне до останнього моменту намагався погодити питання стосунків між Європейським Економічним Співтовариством та створеною Великою Британією Європейською асоціацією вільної торгівлі. Водночас він наголошував, що не треба «витрачати нерви на Велику Британію. Вона завжди починає з того, що каже „ні“. Вона приєднається до Європейського Співтовариства, тому що у неї не буде іншого виходу». Врешті він вважав, що об'єктивна тенденція до посилення взаємовпливів між внутрішньою та зовнішньою політикою підштовхне Велику Британію приєднатися до Європейських Співтовариств.
У липні 1961 р. Ж.Моне наголошував на необхідності заради зміцнення Європи та всього вільного світу розвивати політичне співробітництво з метою єдності Європи. Моне схилявся до ідеї поступової федералізації Європи і насторожено поставився до пропозиції де Голля будувати «Європу націй». Водночас Ж.Монне вітав початок у Парижі 10 жовтня 1961 р. офіційних переговорів щодо вироблення умов вступу Великої Британії до ЄЕС. На його думку, приєднання Великої Британії до «малої» Європи врівноважить вплив німецько-французької осі, яка обмежувала американські інтереси в Європі. Ж.Монне запропонував голові британської делегації Е.Хіту передусім досягти домовленостей по мінімуму принципово важливих питань, які зроблять можливим вступ Великої Британії в ЄЕС.
У листопаді 1961 р. Ж.Моне підтримав пропозиції комісії К.Фуше, яка запропонувала створити політичний європейський союз за типом класичних міжнародних організацій. Його метою мала бути координація зовнішньої і оборонної політики. Зазначимо, що Ж.Моне наголошував, що в питанні розвитку європейської інтеграції можна «йти так далеко, як це можливо в механізмах союзу. Але ніколи не торкайтесь основ суверенітету держав-членів».
Саме Ж.Моне після підписання 22 січня 1963 р. німецько-французького договору доклав чимало зусиль, аби у ФРН зазначений документ розуміли не в сенсі відродження континентальної європейської імперії, а як передумову збереження міцних військово-політичних відносин зі США та інтеграції західноєвропейських сил у форматі НАТО. Зокрема, Ж.Моне закликав німецького канцлера К.Аденауера переконати де Голля в необхідності зробити заяву про те, що французьке вето на початок переговорів щодо вступу Великої Британії до ЄЕС не є остаточним, що переговори з цього приводу триватимуть. До того ж, мала бути підготовлена доповідь щодо перспектив розвитку Європейського Співтовариства. Колишній французький президент В.Жискар д'Естен згадував, що у січні 1975 р. Жан Моне казав йому, що «німці в 1962 р. були готові довірити де Голлю управління Європою. Де Голль упустив цю можливість, оскільки він не розібрався в обставинах, оскільки все ще знаходився під враженням передвоєнних подій, та розстановки сил, яка склалась в той час».
Врешті тривалі титанічні зусилля Моне, які були спрямовані на зміцнення європейської інтеграції та євроатлантичної кооперації, восени 1966 р. були достойно винагородженні. Боннський університет нагородив Жана Монне премією імені Робера Шумана за внесок у розвиток процесу європейської інтеграції.
В свою чергу Ж.Моне вітав намір нового британського прем'єр-міністра Г.Вільсона переглянути британську позицію з питання вступу до ЄЕС. Він 16 березня 1967 р. оголосив, що члени Комітету за Сполучені Штати Європи одностайно підтримують вступ Великої Британії до Співтовариства. Він сприяв знаходженню компромісу між французькою позицією початку переговорів лише після оздоровлення економіки Великої Британії та пропозицією паралельного ведення переговорів про британський вступ до ЄЕС та поетапну санацію економіки Великої Британії. Жан Моне запропонував, аби майданчиком переговорів з цього приводу із британською політичною елітою став його Комітет дій за Сполучені Штати Європи. 24 жовтня 1968 р. до зазначеного комітету увійшли лейбористська, консервативна та ліберальна партії Великої Британії.
Врешті він був стурбований тим, що відповідно до «люксембурзького компромісу» січня 1966 р. з голлістською Францією запроваджувалось право національного вето. Моне вважав, що «якщо метою де Голля було замороження розвитку інститутів ЄЕС і недопущення подальшої передачі суверенітетів, то він нічого не виграв, крім певної відстрочки, яка стала для європейця втраченим часом».
Тим часом голлістська Франція продовжувала блокувати розширення ЄЕС. 16 травня 1967 р. президент де Голль вдруге відкинув британську заявку на вступ до Європейського Економічного Співтовариства. З цього приводу Ж.Моне зазначав, що «в якому суспільстві ми живемо, якщо „шістка“ відкидає без обговорення прохання великої європейської держави, яка має масову підтримку її обраних представників, про приєднання до Європи, яка будується!».
Влітку 1973 р. Ж.Моне, розчарований темпом якісного розвитку європейської інтеграції, запропонував з метою надання нового імпульсу європейській інтеграції заснувати новий комунітарний орган «тимчасовий європейський уряд». Тобто Ж.Моне по суті мав намір інституціоналізувати практику проведення саммітів голів держав і урядів. Він вважав, що реалізація мети створення федеративної Європи пов'язана з вирішенням трьох складних проблем: створення митного, економічного
і нарешті політичного союзу.

## Подальша діяльність
У 1975 р. 87-річний Жан Моне розпустив «Комітет дій за Сполучені Штати Європи». На той час ідея європейського єднання вже стала невід'ємним атрибутом політичної реальності. Фактично народжувалась «демократія еліт». Система погодження європейської інтеграційної політики на вищому щаблі соціальної ієрархії мала забезпечити сприятливі можливості для формування ширшої соціальної бази її підтримки європейськими народами. Такий підхід, на думку Ж.Моне, міг би сприяти подоланню так званого «дефіциту демократії» в європейських інтеграційних структурах. Його дуже турбував той факт, що відсутність наднаціонального європейського громадянського суспільства перешкоджає встановленню контролю за діяльністю «інтегрованих» європейських урядів через механізм представницького органу, тобто європейський парламент. Тому слабкий безпосередній вплив громадян європейських країн на органи влади ЄЕС обмежує ступінь відповідальності європейських чиновників перед суспільством. На його думку, Європейська Комісія має контролювати дотримання угод та виконання їх положень державами-членами, створювати сприятливі умови для діяльності європейських економічних суб'єктів, запроваджувати правовий та фінансовий контроль. Адже саме прозорість діяльності європейських владних структур має стати найдієвішою формою контролю за функціонуванням всієї системи європейської інтеграції.
У свою чергу колишній французький президент Жискар д'Естен згадує, що Ж.Моне, "відвідавши мене в Єлісейському палаці 9 січня 1975 р. сказав: «Створення Європейської Ради, — що без сумніву є вашою заслугою, — найважливіше рішення на шляху до об'єднання Європи з часу підписання Римського договору». Жискар особливо запам'ятав резюме Ж.Моне про те, що «Франція тепер занадто
мала, аби наодинці вирішувати свої проблеми».

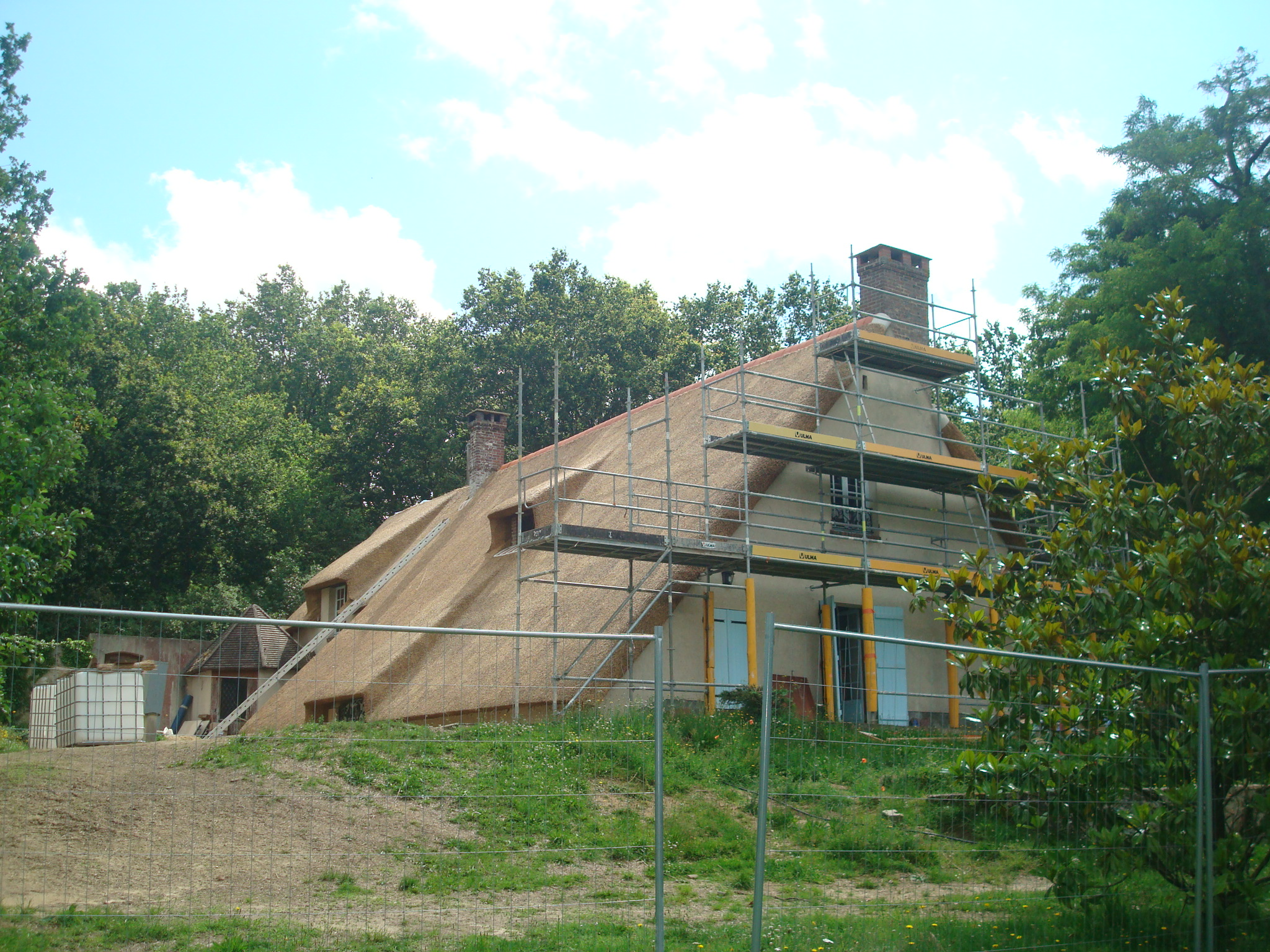
Будинок Жана Моне, 2012 рік

В 1976 р. Ж.Моне зазначав, що «між європейцями слід послідовно створювати все ширші зони спільних інтересів, керованих спільними демократичними інститутами. Такий процес триває, долаючи спротив, ліквідуючи кордони, за декілька років він консолідує цілий континент, подібно до того, як впродовж віків створювались наші старі нації». Наприкінці 1976 р. вийшла цікава книга спогадів Жана Моне, яку він назвав «Мемуари європейця». Зокрема, він наголошував, що європейську інтеграцію слід було починати з культури, посилюючи спільну ментальність народів Європи.
Помер Жан Моне 16 березня 1979 р. в провінційному французькому містечку Монфор-Л'Аморі. Про його похорон у Парижі згадує колишній президент Франції Валері Жискар д'Естен: «саме на цих похоронах
вперше вирисувався новий вигляд Європи… З різних країн Європейського Співтовариства приїхала більшість керівників урядів, а також колеги Монне по Європейському об'єднанню вугілля і сталі, члени сформованого ним Комітету дій зі створення Сполучених Штатів Європи… Європеїсти узнавали один одного, тримались разом, ніби демонструючи, що проводжають в останню путь одного зі своїх». З 1988 р. його прах знаходиться у паризькому Пантеоні.

## Особисте життя
У серпні 1929 року під час званого обіду в Парижі, 41-річний Моне зустрів 22-річну італійську художницю Сільвію Джанніні (народилася в Бондіні в 1907 році), яка нещодавно одружилася з Франсіско Джанніні, співробітник Монне, коли він був представником в Італії. У квітні 1931 року Сільвія народила дочку, Анну.
Оскільки розлучення було недопустиме в більшості європейських країн, Сільвія та Жан Моне зустрілися в Москві. У 1934 році він повернувся з Китаю через Транссибірську залізницю, вона зі Швейцарії. Він організував все для Сільвії, щоб вона могла отримати Радянське громадянство. Сільвія відразу ж розлучилася з чоловіком і вийшла заміж за Жана Моне.
Ідея московського шлюбу прийшла від доктора Людвіка Радчмана, якого зустрів Моне під час свого перебування в Лізі Націй (Радчман був пов'язаний з радянським послом в Китаї, Богомоловим). Схоже, що американські і французькі посли в Москві, Вільям Булліт і Чарльз Ейфанд, також зіграли свою роль.
Отримання опіки над Анною було проблемою; в 1935 році Сільвія сховалася з Анною в радянському консульстві в Шанхаї, де вони жили в той час, тому що Франсіско Джанніні намагався отримати опіку над дитиною. Врешті-решт було прийнято рішення на користь Сільвії в 1937 році в Нью-Йорку, але рішення не було визнано деякими іншими країнами. У 1941 році у Моне і Сільвії народилася ще одна дочка, Маріанна. Сім'я Моне повернулася до Франції в 1945 році, а після смерті Франсіска Джанніні в 1974 році одружилася, канонічно в соборі в Люрді.

## Будинок Жана Моне
Будинок Жана Моне розташований в місті Хоуджерей, Івелін, на відстані 80 км (50 миль) за межами Парижа. Ця стара ферма стала власністю Жана Моне в 1945 році, після його повернення до Франції. Це місце, де Жан Моне і його радники, в останні дні квітня 1950 року склали історичну декларацію, в якій Роберт Шуман, (який виступив пізніше 9 травня 1950 року) з пропозицією  про створення ЄОВС (Європейське об'єднання вугілля і сталі), у день створення основи Європейського Співтовариства. У своєму кабінеті, Роберт Шуман, Вальтер Хальштейн, Пол-Генрі Спаак, Конрад Аденауер, Рене Плевен, Гельмут Шмідт і багато інших обмінювалися думками з Жаном Моне з приводу нашого майбутнього. По неділях, до нього приходили друзі в гості, серед них були: Дуайт Ейзенхауер, Джордж Болл, і Едвард Хіт. Він любив бесіди біля каміна з відомими журналістами, такими як: Вальтер Ліппман, Хьюберт Бьюв Мері, або його сусід П'єр Віансон-Понте. У цьому ж будинку Жан Моне і помер 16 березня 1979 р..У 1982 році, стан будинку значно погіршився через відсутність догляду за ним. Європейський парламент розглядав будинок Моне як символічне місце пам'яті, таким чином, будинок став загальним надбанням для європейців. Парламент викупив будинок і почав його відновлення. Починаючи з 2000 року, мультимедійний зал для конференцій зустрічав великі групи відвідувачів. Команда Асоціації Жана Моне організовує близько 250 конференцій з європейської історії щороку.

## Нагороди та вшанування пам'яті
Протягом свого життя Жан Моне неодноразово був відзначений різними нагородами.
2 квітня 1976 він був оголошений першим почесним громадянином Європи, звання, якого після Моне був удостоєний тільки канцлер Гельмут Коль.
Після смерті Моне в 1979 році рішенням Національних Зборів Франції його залишки були перенесені в Пантеон.
Іменем Жана Моне названо Міжнародну школу Моне у Варшаві.
В Києво-Могилянській академії ім'я Жана Моне носить «Кафедра ім. Жана Моне з права Європейського Союзу», при якій організовано «Школу Жана Моне», де лекції читають видатні діячі ЄС та інших інституцій, які співпрацюють для прискорення входження України до ЄС — Мартин Крігер, Штефан Лоренцмейер, Адам Лазовський, Андрей Пленкович, Мортен Енберг та ін.
Іменем Жана Моне названа грантова програма для підтримки навчання і досліджень в сфері студій Європейського Союзу 
У Київському національному університеті імені Тараса Шевченка на базі Інституту міжнародних відносин створено Центр досконалості Жана Моне для проведення досліджень і проведення навчальних заходів про функціонування ЄС в економічній, політичній, правовій та комунікаційній сферах. В межах Центру також створена База даних навчальної і наукової інформації про ЄС. Центр діє в межах проекту «Поглиблений розвиток європейських студій в Україні: міждисциплінарний підхід» (2019-2022 р.) за підтримки програми Еразмус+ Європейського Союзу.